# 2024-es önkormányzati választás Balassagyarmaton
A 2024-es önkormányzati választást június 9-én bonyolították le valamennyi magyar településen, az európai parlamenti választással egy napon. Balassagyarmaton a rendszerváltás óta kilencedik alkalommal szavaztak a polgárok az önkormányzat összetételéről.
Az előző választáson – a képviselő-testületben csaknem fele-fele arányban – mandátumot szerzett Fidesz–KDNP pártszövetség és a a Szövetség a Balassagyarmatiakért Egyesület (SZAB) mellett a Mi Hazánk Mozgalom és a Magyar Munkáspárt állítottak jelölteket.
A város nyolc választókerületéből a Fidesz–KDNP hét és a SZAB egy képviselője került be a képviselő-testületbe, kompenzációs listáról a SZAB kettő, a Mi Hazánk Mozgalom egy mandátumot szerzett. A város polgármesterének a szavazók ismét Csach Gábort választották meg.

## A választás rendszere
A települési önkormányzati választásokat az országosan megrendezett általános önkormányzati választások részeként tartották meg. A szavazók a helyi képviselők és a településük polgármestere mellett, a vármegyei közgyűlések képviselőire is ekkor adhatták le a szavazataikat. A választásokat 2024. június 9-én, vasárnap bonyolították le.
A települési képviselőket választókerületenként választhatták meg a polgárok. A település méretétől (lakóinak számától) függtek a választókerületek, s így a megválasztható képviselők száma is. A képviselők nagyjából négyötöde az egyéni választókerületekben nyerte el a megbízatását, míg egyötödük úgynevezett „kompenzációs”, azaz kiegyenlítő listán. A listákra közvetlenül nem lehetett szavazni. Az egyéni választókerületekben leadott, de képviselői helyet nem eredményező szavazatokat összesítették és ezeket a töredékszavazatokat osztották el arányosan a listák között.

### Választókerületek
| Választókerületek | Választókerületek | Választókerületek | Választókerületek |
| EVK               | Polgárok          | Jelölt            |                   |
| ----------------- | ----------------- | ----------------- | ----------------- |
| 01                | 1537              | 3                 |                   |
| 02                | 1441              | 3                 |                   |
| 03                | 1533              | 5                 |                   |
| 04                | 1496              | 3                 |                   |
| 05                | 1439              | 3                 |                   |
| 06                | 1487              | 3                 |                   |
| 07                | 1475              | 3                 |                   |
| 08                | 1411              | 4                 |                   |
| ∑                 | 11 819            | 27                |                   |

A képviselő-testület létszáma 2024-ben nem változott, maradt az előző ciklushoz hasonló 11 fő. A szabályok szerint a települési képviselő-testületek létszáma a település lakosságszámához igazodott. A város lakosságszáma 2024-ben 14 ezer, míg a választópolgároké közel 12 ezer fő volt.
A képviselők közül nyolc az egyéni választókerületekben választhattak meg a polgárok, három fő a kompenzációs listákról nyerte el a mandátumot.
A városhoz tartozó Nyírjes és Újkóvár egyaránt a 06. számú egyéni választókerülethez lettek beosztva.
A polgármester-választás tekintetében a város egy választókerületet alkotott, így minden polgár szavazata egyenlő mértékben érvényesülhetett.

## Előzmények
|      |             |           |           |
| Párt | Párt        | Képviselő | Képviselő |
|      | Fidesz–KDNP | 6         | 54,6%     |
|      | SZAB        | 5         | 45,4%     |

| Szervezetek | Képviselő-testületi helyek | Képviselő-testületi helyek | Képviselő-testületi helyek | Képviselő-testületi helyek | Képviselő-testületi helyek | Képviselő-testületi helyek | Képviselő-testületi helyek | Képviselő-testületi helyek |    | Σ  |
| Szervezetek | Képviselő-testületi helyek | Képviselő-testületi helyek | Képviselő-testületi helyek | Képviselő-testületi helyek | Képviselő-testületi helyek | Képviselő-testületi helyek | Képviselő-testületi helyek | Képviselő-testületi helyek | vk | Σ  |
| ----------- | -------------------------- | -------------------------- | -------------------------- | -------------------------- | -------------------------- | -------------------------- | -------------------------- | -------------------------- | -- | -- |
| Fidesz–KDNP |                            |                            |                            |                            |                            |                            |                            |                            | 5  | 6  |
| Fidesz–KDNP |                            |                            |                            |                            |                            |                            |                            | 1                          |    | 6  |
| SZAB        |                            |                            |                            |                            |                            |                            |                            |                            | 3  | 5  |
| SZAB        |                            |                            |                            |                            |                            |                            |                            | 2                          |    | 5  |
| Összesen    |                            |                            |                            |                            |                            |                            |                            |                            | 8  | 11 |
| Összesen    | 3                          |                            |                            |                            |                            |                            |                            |                            |    | 11 |

## Jelöltek
| Szervezet   | Szervezet                                  | Szervezet                              | Szervezet                              | Polgár- mester- jelölt | Képviselőjelöltek     | Képviselőjelöltek  | Képviselőjelöltek  | Képviselőjelöltek  | Képviselőjelöltek  |
| Szervezet   | Szervezet                                  | Szervezet                              | Szervezet                              | Polgár- mester- jelölt | Egyéni jelöltek száma | Kompenzációs lista | Kompenzációs lista | Kompenzációs lista | Kompenzációs lista |
|             | neve                                       | jellege                                | hatóköre                               | Polgár- mester- jelölt | Egyéni jelöltek száma | #.                 | neve               | típusa             | jelöltek száma     |
| ----------- | ------------------------------------------ | -------------------------------------- | -------------------------------------- | ---------------------- | --------------------- | ------------------ | ------------------ | ------------------ | ------------------ |
|             | Szövetség a Balassagyarmatiakért Egyesület | társ.                                  | helyi                                  | ✓                      | 8                     | 1.                 | SZAB               | önálló             | 8                  |
|             | Fidesz – Magyar Polgári Szövetség          | párt                                   | országos                               | ✓                      | 8                     | 2.                 | Fidesz–KDNP        | közös              | 9                  |
|             | Kereszténydemokrata Néppárt                | párt                                   | országos                               | ✓                      | 8                     | 2.                 | Fidesz–KDNP        | közös              | 9                  |
|             | Mi Hazánk Mozgalom                         | párt                                   | országos                               |                        | 8                     | 3.                 | Mi Hazánk          | önálló             | 8                  |
|             | Magyar Munkáspárt                          | párt                                   | országos                               |                        | 2                     |                    |                    |                    |                    |
|             |                                            |                                        |                                        |                        |                       |                    |                    |                    |                    |
|             | szervezet nélküli (független) jelöltek     | szervezet nélküli (független) jelöltek | szervezet nélküli (független) jelöltek |                        | 1                     |                    |                    |                    |                    |
| 5 szervezet | 5 szervezet                                | 5 szervezet                            | 5 szervezet                            | 2                      | 27                    | 3 lista            | 3 lista            | 3 lista            | 25                 |

### Képviselőjelöltek

#### Egyéni választókerületi jelöltek
|                                     | Egyéni választókerületek | Egyéni választókerületek | Egyéni választókerületek | Egyéni választókerületek | Egyéni választókerületek | Egyéni választókerületek | Egyéni választókerületek | Egyéni választókerületek | ∑  |
| 01                                  | 02                       | 03                       | 04                       | 05                       | 06                       | 07                       | 08                       |                          | ∑  |
| ----------------------------------- | ------------------------ | ------------------------ | ------------------------ | ------------------------ | ------------------------ | ------------------------ | ------------------------ | ------------------------ | -- |
| Független jelöltek                  | –                        | –                        | 1                        | –                        | –                        | –                        | –                        | –                        | –  |
| Szervezetek által állított jelöltek |                          |                          |                          |                          |                          |                          |                          |                          |    |
| SZAB                                |                          |                          |                          |                          |                          |                          |                          |                          | 8  |
| Fidesz–KDNP                         |                          |                          |                          |                          |                          |                          |                          |                          | 8  |
| Mi Hazánk                           |                          |                          |                          |                          |                          |                          |                          |                          | 8  |
| Munkáspárt                          |                          |                          |                          |                          |                          |                          |                          |                          | 2  |
| Összesen                            | 3                        | 3                        | 5                        | 3                        | 3                        | 3                        | 3                        | 4                        | 27 |

Az egyéni választókerületekben az ott élő polgárok 1%-ának ajánlását kellett összegyűjteni. Egy választópolgár több jelöltet is ajánlhatott. Az ajánlások gyűjtésére 2024. április 20-tól május 6-ig állt lehetőség.
| Jelölt          | Szervezet | Szervezet   |
| --------------- | --------- | ----------- |
| Adamek István   |           | Fidesz–KDNP |
| Fedor Zsuzsanna |           | Mi Hazánk   |
| Borenszki Ervin |           | SZAB        |

| Jelölt                  | Szervezet | Szervezet   |
| ----------------------- | --------- | ----------- |
| Medve-Herczeg Henrietta |           | Mi Hazánk   |
| Huszár Péter            |           | Fidesz–KDNP |
| Bojtos István           |           | SZAB        |

| Jelölt               | Szervezet | Szervezet   |
| -------------------- | --------- | ----------- |
| Makrai Richárd       |           | SZAB        |
| Frankó Viktória      |           | Fidesz–KDNP |
| Hajnal Sándor Mátyás |           | független   |
| Markó Dominik        |           | Mi Hazánk   |
| Balla szabolcs       |           | Munkáspárt  |

| Jelölt                    | Szervezet | Szervezet   |
| ------------------------- | --------- | ----------- |
| Szedlák Sándor            |           | SZAB        |
| Bacsa Tamásné             |           | Mi Hazánk   |
| Bárányné dr. Balázs Mária |           | Fidesz–KDNP |

| Jelölt           | Szervezet | Szervezet   |
| ---------------- | --------- | ----------- |
| dr. Szabó Géza   |           | Fidesz–KDNP |
| Hamvas Ákos      |           | Mi Hazánk   |
| Keviczky Richárd |           | SZAB        |

| Jelölt                  | Szervezet | Szervezet   |
| ----------------------- | --------- | ----------- |
| Münzberg Gusztáv        |           | Fidesz–KDNP |
| Iványi-Horváth Brigitta |           | Mi Hazánk   |
| Gyenes Szilárd          |           | SZAB        |

| Jelölt             | Szervezet | Szervezet   |
| ------------------ | --------- | ----------- |
| Mender László      |           | Mi Hazánk   |
| dr. Kasuba Klaudia |           | Fidesz–KDNP |
| Benkó Tamás        |           | SZAB        |

| Jelölt         | Szervezet | Szervezet   |
| -------------- | --------- | ----------- |
| Pintér Tivadar |           | Fidesz–KDNP |
| Győri János    |           | SZAB        |
| Pulay Gergely  |           | Mi Hazánk   |
| Jónás Kornél   |           | Munkáspárt  |

1. ↑  Nyilvántartásba vétel elutasítva, törölve.

#### Kompenzációs listák
| Lista   | Lista       | Listavezető    | Jelöltek száma |
| ------- | ----------- | -------------- | -------------- |
|         | SZAB        | Gyenes Szilárd | 8              |
|         | Fidesz–KDNP | Csach Gábor    | 9              |
|         | Mi Hazánk   | Pulay Gergely  | 8              |
| 3 lista | 3 lista     |                | 25             |

| \| Lista \| Lista \| # \| Jelölt \| EVK \| EVK \| \| ----- \| ----------- \| ------------------------- \| -------------- \| --- \| --- \| \| \| SZAB \| 1. \| Gyenes Szilárd \| 06 \| \| \| 2. \| SZAB \| Borenszki Ervin \| 01 \| \| \| \| 3. \| SZAB \| Bojtos István \| 02 \| \| \| \| 4. \| SZAB \| Makrai Richárd \| 03 \| \| \| \| 5. \| SZAB \| Szedlák Sándor \| 04 \| \| \| \| 6. \| SZAB \| Keviczky Richárd \| 05 \| \| \| \| 7. \| SZAB \| Benkó Tamás \| 07 \| \| \| \| 8. \| SZAB \| Győri János \| 08 \| \| \| \| \| Fidesz–KDNP \| 1. \| Csach Gábor \| \| \| \| 2. \| Fidesz–KDNP \| Huszár Péter \| 02 \| \| \| \| 3. \| Fidesz–KDNP \| Frankó Viktória \| 03 \| \| \| \| 4. \| Fidesz–KDNP \| dr. Szabó Géza \| 05 \| \| \| \| 5. \| Fidesz–KDNP \| Bárányné dr. Balázs Mária \| 04 \| \| \| \| 6. \| Fidesz–KDNP \| Münzberg Gusztáv \| 06 \| \| \| \| 7. \| Fidesz–KDNP \| dr. Kasuba Klaudia \| 07 \| \| \| \| 8. \| Fidesz–KDNP \| Adamek István \| 01 \| \| \| \| 9. \| Fidesz–KDNP \| Pintér Tivadar \| 08 \| \| \| \| \| Mi Hazánk \| 1. \| Pulay Gergely \| 08 \| \| \| 2. \| Mi Hazánk \| Iványi-Horváth Brigitta \| 06 \| \| \| \| 3. \| Mi Hazánk \| Markó Dominik \| 03 \| \| \| \| 4. \| Mi Hazánk \| Medve-Herczeg Henrietta \| 02 \| \| \| \| 5. \| Mi Hazánk \| Hamvas Ákos \| 05 \| \| \| \| 6. \| Mi Hazánk \| Bacsa Tamásné \| 04 \| \| \| \| 7. \| Mi Hazánk \| Mender László \| 07 \| \| \| \| 8. \| Mi Hazánk \| Fedor Zsuzsanna \| 01 \| \| \| |             |                           |                |     |     |
| Lista | Lista       | #                         | Jelölt         | EVK | EVK |
| | SZAB        | 1.                        | Gyenes Szilárd | 06  |     |
| 2. | SZAB        | Borenszki Ervin           | 01             |     |     |
| 3. | SZAB        | Bojtos István             | 02             |     |     |
| 4. | SZAB        | Makrai Richárd            | 03             |     |     |
| 5. | SZAB        | Szedlák Sándor            | 04             |     |     |
| 6. | SZAB        | Keviczky Richárd          | 05             |     |     |
| 7. | SZAB        | Benkó Tamás               | 07             |     |     |
| 8. | SZAB        | Győri János               | 08             |     |     |
| | Fidesz–KDNP | 1.                        | Csach Gábor    |     |     |
| 2. | Fidesz–KDNP | Huszár Péter              | 02             |     |     |
| 3. | Fidesz–KDNP | Frankó Viktória           | 03             |     |     |
| 4. | Fidesz–KDNP | dr. Szabó Géza            | 05             |     |     |
| 5. | Fidesz–KDNP | Bárányné dr. Balázs Mária | 04             |     |     |
| 6. | Fidesz–KDNP | Münzberg Gusztáv          | 06             |     |     |
| 7. | Fidesz–KDNP | dr. Kasuba Klaudia        | 07             |     |     |
| 8. | Fidesz–KDNP | Adamek István             | 01             |     |     |
| 9. | Fidesz–KDNP | Pintér Tivadar            | 08             |     |     |
| | Mi Hazánk   | 1.                        | Pulay Gergely  | 08  |     |
| 2. | Mi Hazánk   | Iványi-Horváth Brigitta   | 06             |     |     |
| 3. | Mi Hazánk   | Markó Dominik             | 03             |     |     |
| 4. | Mi Hazánk   | Medve-Herczeg Henrietta   | 02             |     |     |
| 5. | Mi Hazánk   | Hamvas Ákos               | 05             |     |     |
| 6. | Mi Hazánk   | Bacsa Tamásné             | 04             |     |     |
| 7. | Mi Hazánk   | Mender László             | 07             |     |     |
| 8. | Mi Hazánk   | Fedor Zsuzsanna           | 01             |     |     |

#### Polgármesterjelöltek
A polgármester jelöltséghez legalább 300 választópolgár ajánlása volt szükség, melyeket a képviselőjelöltekhez hasonlóan 2024. május 20-tól május 6-ig gyűjthettek a jelöltek.
Két jelölt indult a polgármesteri választáson, mindketten összegyűjtötték a szükséges számú ajánlásokat, őket nyilvántartásba vette a Helyi Választási Bizottság.
| Jelölt         | Szervezet | Szervezet   |
| -------------- | --------- | ----------- |
| Csach Gábor    |           | Fidesz–KDNP |
| Gyenes Szilárd |           | SZAB        |

## A szavazás menete
A választást 2024. június 9-én, vasárnap bonyolították le. A választópolgárok reggel 6 órától kezdve adhatták le a szavazataikat, egészen a 19 órás urnazárásig.

### Részvétel
| A részvételi adatok napközbeni alakulása | A részvételi adatok napközbeni alakulása | A részvételi adatok napközbeni alakulása | A részvételi adatok napközbeni alakulása | A részvételi adatok napközbeni alakulása                |
| Időpont                                  | Szavazók                                 | Szavazók                                 | +/- 2019 óta (%p)                        | Legnagyobb/legkisebb részvétel                          |
| Időpont                                  | fő                                       | %                                        | +/- 2019 óta (%p)                        | Legnagyobb/legkisebb részvétel                          |
| ---------------------------------------- | ---------------------------------------- | ---------------------------------------- | ---------------------------------------- | ------------------------------------------------------- |
| 7:00                                     | 216                                      | 1,83%                                    | 0,71                                     | 9. számú szavazókör 3,39% 14. számú szavazókör 0,82%    |
| 9:00                                     | 1187                                     | 10,07%                                   | 3,53                                     | 1. számú szavazókör 12,52% 16. számú szavazókör 8,16%   |
| 11:00                                    | 2821                                     | 23,93%                                   | 5,68                                     | 9. számú szavazókör 27,98% 10. számú szavazókör 18,79%  |
| 13:00                                    | 4065                                     | 34,48%                                   | 8,81                                     | 9. számú szavazókör 39,76% 10. számú szavazókör 28,05%  |
| 15:00                                    | 5031                                     | 42,67%                                   | 9,20                                     | 9. számú szavazókör 48,16% 10. számú szavazókör 33,42%  |
| 17:00                                    | 6028                                     | 51,13%                                   | 10,18                                    | 9. számú szavazókör 58,32% 10. számú szavazókör 40,27%  |
| 18:30                                    | 6667                                     | 56,55%                                   | 11,71                                    | 9. számú szavazókör 62,74% 10. számú szavazókör 45,10%  |
| 19:00                                    | 6889                                     | 58,59%                                   | 12,90                                    | 13. számú szavazókör 64,59% 10. számú szavazókör 45,10% |

Közel 12 ezer szavazásra jogosult polgártöbb mint fele, hatezer-nyolcszázan vetek részt a választáson (58,59%), közülük 149-en érvénytelenül szavaztak (2,23%).
|                                  |                                  |        | jogosultak arányában | szavazók arányában |
| -------------------------------- | -------------------------------- | ------ | -------------------- | ------------------ |
| Választójogosult                 | Választójogosult                 | 11 758 |                      |                    |
| Szavazó                          | Szavazó                          | 6889   | 58,59%               |                    |
| érvényes szavazólap              | érvényes szavazólap              | 6736   | 57,28%               | 97,77%             |
| érvénytelen / hiányzó szavazólap | érvénytelen / hiányzó szavazólap | 149    | 1,31%                | 2,23%              |
| Távolmaradó                      | Távolmaradó                      | 4869   | 41,41%               |                    |

## Eredmény

### Képviselő-választások

#### Egyéni választókerületi eredmények
| Választókerületi eredmények | Választókerületi eredmények | Választókerületi eredmények | Választókerületi eredmények | Választókerületi eredmények | Választókerületi eredmények | Választókerületi eredmények | Választókerületi eredmények | Választókerületi eredmények |
| EVK                         | Jelölt                      | Jelölő szervezet(ek)        | Jelölő szervezet(ek)        | #                           | Szavazat                    | Szavazat                    | Szavazat                    | Szavazat                    |
| EVK                         | Jelölt                      | Jelölő szervezet(ek)        | Jelölő szervezet(ek)        | #                           | db                          | jog.%                       | szav.%                      | érv.%                       |
| --------------------------- | --------------------------- | --------------------------- | --------------------------- | --------------------------- | --------------------------- | --------------------------- | --------------------------- | --------------------------- |
| 01                          | Adamek István               |                             | Fidesz–KDNP                 | 1.                          | 400                         | 26,31%                      | 46,08%                      | 46,89%                      |
| 01                          | Borenszki Ervin             |                             | SZAB                        | 2.                          | 339                         | 22,30%                      | 39,05%                      | 39,74%                      |
| 01                          | Fodor Zsuzanna              |                             | Mi Hazánk                   | 3.                          | 114                         | 7,50%                       | 13,13%                      | 13,36%                      |
| 02                          | Huszár Péter                |                             | Fidesz–KDNP                 | 1.                          | 470                         | 31,90%                      | 55,35%                      | 56,49%                      |
| 02                          | Bojtos István               |                             | SZAB                        | 2.                          | 256                         | 17,37%                      | 30,15%                      | 30,77%                      |
| 02                          | Medve-Herczeg Henrietta     |                             | Mi Hazánk                   | 3.                          | 106                         | 7,19%                       | 12,48%                      | 12,74%                      |
| 03                          | Frankó Viktória             |                             | Fidesz–KDNP                 | 1.                          | 424                         | 27,76%                      | 45,01%                      | 45,74%                      |
| 03                          | Makrai Richárd              |                             | SZAB                        | 2.                          | 264                         | 17,28%                      | 28,02%                      | 28,48%                      |
| 03                          | Hajnal Sándor Mátyás        |                             | független                   | 3.                          | 112                         | 7,33%                       | 11,88%                      | 12,08%                      |
| 03                          | Markó Dominik               |                             | Mi Hazánk                   | 4.                          | 89                          | 5,82%                       | 9,44%                       | 9,60%                       |
| 03                          | Balla Szabolcs              |                             | Munkáspárt                  | 5.                          | 38                          | 2,48%                       | 4,03%                       | 4,10%                       |
| 04                          | Bárányné dr. Balázs Mária   |                             | Fidesz–KDNP                 | 1.                          | 378                         | 25,69%                      | 48,46%                      | 49,48%                      |
| 04                          | Szedlák Sándor              |                             | SZAB                        | 2.                          | 270                         | 18,35%                      | 34,61%                      | 35,34%                      |
| 04                          | Bacsa Tamásné               |                             | Mi Hazánk                   | 3.                          | 116                         | 7,88%                       | 14,87%                      | 15,18%                      |
| 05                          | dr. Szabó Géza              |                             | Fidesz–KDNP                 | 1.                          | 397                         | 27,87%                      | 51,55%                      | 53,50%                      |
| 05                          | Keviczky Richárd            |                             | SZAB                        | 2.                          | 247                         | 17,34%                      | 32,07%                      | 33,29%                      |
| 05                          | Hamvas Ákos                 |                             | Mi Hazánk                   | 3.                          | 98                          | 6,88%                       | 12,72%                      | 13,21%                      |
| 06                          | Münzberg Gusztáv            |                             | Fidesz–KDNP                 | 1.                          | 442                         | 29,98%                      | 49,11%                      | 49,83%                      |
| 06                          | Gyenes Szilárd              |                             | SZAB                        | 2.                          | 338                         | 22,93%                      | 37,55%                      | 38,11%                      |
| 06                          | Iványi-Horváth Brigitta     |                             | Mi Hazánk                   | 3.                          | 107                         | 7,25%                       | 11,88%                      | 12,06%                      |
| 07                          | dr. Kasuba Klaudia          |                             | Fidesz–KDNP                 | 1.                          | 535                         | 36,41%                      | 57,96%                      | 59,71%                      |
| 07                          | Benkó Tamás                 |                             | SZAB                        | 2.                          | 230                         | 15,65%                      | 24,73%                      | 25,67%                      |
| 07                          | Mender László               |                             | Mi Hazánk                   | 3.                          | 131                         | 8,91%                       | 14,19%                      | 14,62%                      |
| 08                          | Győri János                 |                             | SZAB                        | 1.                          | 403                         | 28,78%                      | 47,24%                      | 48,26%                      |
| 08                          | Pintér Tivadar              |                             | Fidesz–KDNP                 | 2.                          | 341                         | 24,35%                      | 39,97%                      | 40,84%                      |
| 08                          | Pulay Gergely               |                             | Mi Hazánk                   | 3.                          | 91                          | 6,50%                       | 10,66%                      | 10,90%                      |

| EVK            | Megválasztott képviselő   | Megválasztott képviselő | Megválasztott képviselő | Szavazat | Szavazat | Szavazat | Szavazat | Előny a 2. előtt (%p) |
| EVK            | név                       | szervezet(ek)           | szervezet(ek)           | db       | jog.%    | szav.%   | érv.%    | Előny a 2. előtt (%p) |
| -------------- | ------------------------- | ----------------------- | ----------------------- | -------- | -------- | -------- | -------- | --------------------- |
| 01             | Adamek István             |                         | Fidesz-KDNP             | 400      | 26,31%   | 46,08%   | 46,89%   | 7,15                  |
| 02             | Huszár Péter              |                         | Fidesz-KDNP             | 470      | 31,90%   | 55,35%   | 56,49%   | 25,72                 |
| 03             | Frankó Viktória           |                         | Fidesz-KDNP             | 424      | 27,76%   | 45,01%   | 45,74%   | 17,26                 |
| 04             | Bárányné dr. Balázs Mária |                         | Fidesz-KDNP             | 378      | 25,69%   | 48,46%   | 49,48%   | 14,14                 |
| 05             | dr. Szabó Géza            |                         | Fidesz-KDNP             | 397      | 27,87%   | 51,55%   | 53,50%   | 20,21                 |
| 06             | Münzberg Gusztáv          |                         | Fidesz-KDNP             | 442      | 29,98%   | 49,11%   | 49,83%   | 11,72                 |
| 07             | dr. Kasuba Klaudia        |                         | Fidesz-KDNP             | 535      | 36,41%   | 57,96%   | 59,71%   | 34,04                 |
| 08             | Győri János               |                         | SZAB                    | 403      | 28,78%   | 47,24%   | 48,26%   | 7,42                  |
| Összesen/átlag | Összesen/átlag            | Összesen/átlag          | Összesen/átlag          | 3449     | 29,33%   | 50,09%   | 51,23%   |                       |

#### Kompenzációs listás eredmények
A kompenzációs listák között azokat a szavazatokat osztották szét, amelyeket olyan jelöltek kaptak, akik nem nyertek, s így ezek a szavazatok nem eredményezek képviselői megbízatást. Az így nyert töredékszavazatok a listát állító szervezetek között arányosan osztották el.
A Fidesz és a KDNP közösen, míg a SZAB és a Mi Hazánk önállóan állított listát.
| Lista | Lista       | Töredék szavazat | Képviselő |
| ----- | ----------- | ---------------- | --------- |
|       | SZAB        | 1944             | 2         |
|       | Mi Hazánk   | 852              | 1         |
|       | Fidesz–KDNP | 341              | 0         |

#### Összesítés
| Szervezet         | Szervezet   | Érvényes szavazat | Érvényes szavazat | Képviselő | Képviselő |
| ----------------- | ----------- | ----------------- | ----------------- | --------- | --------- |
|                   | Fidesz–KDNP | 3387              | 50,28%            | 7         | 63,63%    |
|                   | SZAB        | 2347              | 34,84%            | 3         | 27,27%    |
|                   | Mi Hazánk   | 852               | 12,64%            | 1         | 9,10%     |
|                   | Munkáspárt  | 38                | 0,56%             | 0         |           |
|                   | független   | 112               | 1,66%             | 0         |           |
| Összesen          | Összesen    | 6736              |                   | 11        |           |
| \| 8 \| 1 \| 1 \| |             |                   |                   |           |           |
| 8                 | 1           | 1                 |                   |           |           |

| Bővített eredmény táblázat       | Bővített eredmény táblázat               | Bővített eredmény táblázat       | Bővített eredmény táblázat | Bővített eredmény táblázat | Bővített eredmény táblázat | Bővített eredmény táblázat | Bővített eredmény táblázat | Bővített eredmény táblázat | Bővített eredmény táblázat | Bővített eredmény táblázat |
| Szervezet                        | Szervezet                                | Egyéni jelöltek száma            | Szavazat                   | Szavazat                   | Szavazat                   | Szavazat                   | Képviselő                  | Képviselő                  | Képviselő                  | Képviselő                  |
| Szervezet                        | Szervezet                                | Egyéni jelöltek száma            | db                         | jog.%                      | szav.%                     | érv.%                      | egyéni                     | listás                     | össz.                      | %                          |
| -------------------------------- | ---------------------------------------- | -------------------------------- | -------------------------- | -------------------------- | -------------------------- | -------------------------- | -------------------------- | -------------------------- | -------------------------- | -------------------------- |
|                                  | Fidesz–KDNP                              | 8                                | 3387                       | 28,80%                     | 49,16%                     | 50,28%                     | 7                          | 0                          | 7                          | 63,63%                     |
|                                  | SZAB                                     | 8                                | 2347                       | 19,96%                     | 34,06%                     | 34,84%                     | 1                          | 2                          | 3                          | 27,27%                     |
|                                  | Mi hazánk                                | 8                                | 852                        | 7,24%                      | 12,36%                     | 12,64%                     | 0                          | 1                          | 1                          | 9,10%                      |
|                                  | Munkáspárt                               | 1                                | 38                         | 0,32%                      | 0,55%                      | 0,56%                      | 0                          | 0                          | 0                          |                            |
|                                  | szervezet nélküli (független) képviselők | 1                                | 112                        | 0,96%                      | 1,64%                      | 1,66%                      | 0                          | –                          | 0                          |                            |
| Összesen                         | Összesen                                 | 26                               | 6736                       | 57,28%                     | 97,77%                     | 100%                       | 8                          | 3                          | 11                         |                            |
| érvénytelen / hiányzó szavazólap | érvénytelen / hiányzó szavazólap         | érvénytelen / hiányzó szavazólap | 149                        | 1,31%                      | 2,23%                      |                            |                            |                            |                            |                            |
| Szavazó                          | Szavazó                                  | Szavazó                          | 6889                       | 58,59%                     | 100%                       |                            |                            |                            |                            |                            |
| Távolmaradó                      | Távolmaradó                              | Távolmaradó                      | 4839                       | 41,41%                     |                            |                            |                            |                            |                            |                            |
| Választójogosult                 | Választójogosult                         | Választójogosult                 | 11785                      | 100%                       |                            |                            |                            |                            |                            |                            |

### Polgármester-választás
| Csach Gábor    |  |
|                |  |
| Gyenes Szilárd |  |

| \| Polgármester-választás \| Polgármester-választás \| Polgármester-választás \| Polgármester-választás \| Polgármester-választás \| \| ---------------------- \| ---------------------- \| ---------------------- \| ---------------------- \| ---------------------- \| \| Jelöltek \| \| \| szavazat \| \| \| Csach Gábor \| Csach Gábor \| \| 4147 \| 4147 \| \| Gyenes Szilárd \| Gyenes Szilárd \| \| 2602 \| 2602 \| \| \| \| \| \| \| |                |  |          |      |
| Polgármester-választás |                |  |          |      |
| Jelöltek |                |  | szavazat |      |
| Csach Gábor | Csach Gábor    |  | 4147     | 4147 |
| Gyenes Szilárd | Gyenes Szilárd |  | 2602     | 2602 |
| |                |  |          |      |

| Polgármester-választás | Polgármester-választás | Polgármester-választás | Polgármester-választás | Polgármester-választás |
| ---------------------- | ---------------------- | ---------------------- | ---------------------- | ---------------------- |
| Jelöltek               |                        |                        | szavazat               |                        |
| Csach Gábor            | Csach Gábor            |                        | 4147                   | 4147                   |
| Gyenes Szilárd         | Gyenes Szilárd         |                        | 2602                   | 2602                   |
|                        |                        |                        |                        |                        |

## A megválasztott önkormányzat
|          |             |           |           |
| Párt     | Párt        | Képviselő | Képviselő |
|          | Fidesz–KDNP | 7         | 63,63%    |
|          | SZAB        | 3         | 27,27%    |
|          | Mi Hazánk   | 1         | 9,10%     |
| Összesen | Összesen    | 11        |           |

| Polgármester       | Polgármester | Polgármester | Polgármester | Polgármester | Polgármester | Polgármester | Polgármester | Polgármester | Polgármester | Polgármester |
| ------------------ | ------------ | ------------ | ------------ | ------------ | ------------ | ------------ | ------------ | ------------ | ------------ | ------------ |
| Csach Gábor        |              | Fidesz–KDNP  | Fidesz–KDNP  | Fidesz–KDNP  | Fidesz–KDNP  | Fidesz–KDNP  | Fidesz–KDNP  | Fidesz–KDNP  | Fidesz–KDNP  | –            |
| Képviselő-testület |              |              |              |              |              |              |              |              |              |              |
| Szervezet          | Képviselő    | Képviselő    | Képviselő    | Képviselő    | Képviselő    | Képviselő    | Képviselő    | Képviselő    | Képviselő    | ± 2019 óta   |
| Fidesz–KDNP        |              |              |              |              |              |              |              | 6            | 54,6%        | +1           |
| SZAB               |              |              |              |              |              |              |              | 3            | 45,4%        | -2           |
| Mi Hazánk          |              |              |              |              |              |              |              | 1            | 9,10%        | Új           |
| Összesen           |              |              |              |              |              |              |              | 11           |              |              |

| EVK         | 01             | 02               | 03                 | 04                        |
| ----------- | -------------- | ---------------- | ------------------ | ------------------------- |
| Képviselő   | Adamek István  | Huszár Péter     | Frankó Viktória    | Bárányné dr. Balázs Mária |
| Szervezet   |                |                  |                    |                           |
| Fidesz–KDNP | Fidesz–KDNP    | Fidesz–KDNP      | Fidesz–KDNP        |                           |
|             |                |                  |                    |                           |
| EVK         | 05             | 06               | 07                 | 08                        |
| Képviselő   | dr. Szabó Géza | Münzberg Gusztáv | dr. Kasuba Klaudia | Győri János               |
| Szervezet   |                |                  |                    |                           |
| Fidesz–KDNP | Fidesz–KDNP    | Fidesz–KDNP      | SZAB               |                           |

| Szervezet | Szervezet | Képviselő       |
| --------- | --------- | --------------- |
|           | SZAB      | Gyenes Szilárd  |
|           | SZAB      | Borenszki Ervin |
|           | Mi Hazánk | Pulay Gergely   |